# Кібечі (виселок)
Кібе́чі (рос. Кибечи, чув. Çĕнĕ Кипеч) — виселок у складі Канаського району Чувашії, Росія. Входить до складу Чагаського сільського поселення.
Населення — 36 осіб (2010; 37 у 2002).
Національний склад:
- чуваші — 100 %